# Khaqan Abbasi
Khaqan Abbasi foi um político paquistanês que serviu como Ministro Federal da Produção no gabinete de Muhammad Zia-ul-Haq até 1988. Ele foi o pai de Shahid Khaqan Abbasi e Sadia Abbasi. 
Ele fazia parte da Força Aérea do Paquistão. Ele se mudou para a Jordânia depois de ter sido removido da Força Aérea do Paquistão pelo então Primeiro Ministro Zulfikar Ali Bhutto e atuou como consultor da Força Aérea Real da Jordânia. Com o apoio do então rei da Jordânia, ele empreendeu um projeto de construção na Arábia Saudita que o transformou em um bilionário. 
Ele foi eleito para a Assembléia Nacional do Paquistão pela NA-36 Rawalpindi-I na eleição geral paquistanesa de 1985 ao derrotar Raja Zafar ul Haq. Ele foi nomeado para o gabinete federal do primeiro-ministro Muhammad Khan Junejo devido ao seu estreito relacionamento com Muhammad Zia-ul-Haq e foi nomeado ministro da produção. Mais tarde, ele foi removido do gabinete depois que o primeiro-ministro Junejo e Zia-ul-Haq desenvolveram diferenças. 
Ele morreu em 10 de abril de 1988 depois que seu carro foi atingido por um míssil no desastre do Campo de Ojhri.